# Gustave Boucaumont
Gustave Boucaumont est un homme politique français né le 13 septembre 1803 à Montmarault (Allier) et décédé le 8 août 1870 à Nevers (Nièvre).

## Biographie
Entré à l'école Polytechnique en 1820, il en sort ingénieur des ponts et chaussées. Chargé de la construction du pont de Nevers, il est ensuite en poste dans les Ardennes en 1840, puis revient dans la Nièvre en 1843. Il prend sa retraite comme ingénieur en chef en 1864.
Conseiller municipal de Nevers en 1844, administrateur des hospices et du lycée, il est conseiller général du canton de Montmarault dans l'Allier en 1859 et conseiller général de Nevers en 1866. Il est député de la Nièvre de 1863 à 1870, siégeant dans la majorité dynastique, soutenant le Second Empire. 